# Erik Pontoppidan
Erik Pontoppidan (ur. 24 sierpnia 1698 w Aarhus (wschodnia Jutlandia), zm. 20 grudnia 1764 w Kopenhadze) – to duński historyk, teolog, profesor teologii w Kopenhadze i ornitolog. Od 1748 biskup Bergen. W 1755 został mianowany wicekanclerzem Uniwersytetu Kopenhaskiego. Pisał przede wszystkim w języku niemieckim. Twórca licznych dzieł historycznych, w tym „Historii naturalnej Norwegii”. Był również autorem komentarza do katechizmu luterańskiego.
Erik Pontoppidan kształcił się w mieście Fredericia (1716–1718), po czym był prywatnym nauczycielem w Norwegii. Następnie studiował w Holandii, Londynie i Oksfordzie. W 1721 został informatorem Fryderyka Karla von Carlstein (późniejszego księcia von Plön), a w 1723 kaznodzieją w zamku Nordborg. W latach 1726–1734 był pastorem w Hagenbergu, gdzie bronił pietyzmu, zwalczając ortodoksyjny luteranizm w dziełach: Dialogus; oder Unterredung Severi, Sinceri, und Simplicis von der Religion and Reinheit der Lehre (1726) i Heller Glaubensspiegel (1727). W tym czasie zdobył wiele informacji z dziedziny historii i topografii do takich prac jak: In Memoria Hafniæ (1729), Theatrum Daniæ (1736); i Kurzgefasste Reformationshistorie der dänischen Kirche („Krótka historia reformacji duńskiego kościoła”). Pontoppidan został następnie pastorem w Hillerød i zamkowym kaznodzieją w Frederiksborgu (1734) i na dworze w Kopenhadze (1735). Od 1738 był prof. nadzwyczajnym Uniwersytetu Kopenhaskiego. Dalej pisał takie dzieła jak: Everriculum fermenti veteris (1736) i Böse Sprichwörter („Złe Powiedzenia” (1739)).
W roku 1736 miał na rozkaz dworu przygotować nowy katechizm i księgę hymnów: (Wahrheit zur Gottesfurcht (1737) i Księga Hymnów z roku 1740). Była to część planu pietystycznej odnowy narodu, którego autorem był król Chrystian VI Oldenburg.
Erik Pontoppidan nadal kontynuował pracę historyka. Jego dziełem były Marmora Danica (3 tomy., 1739–41; kolekcja epitafiów i aforyzmów religijnych) i mało rzetelne niestety Annales ecclesiæ Danicæ („Roczniki Kościoła Duńskiego” – 4 t., 1741–52). Napisał też powieść Menoza (3 tomy., 1742–43), w której poddał krytycznej analizie stan religii w Danii i innych państwach. W roku 1747 został biskupem Bergen, gdzie wprowadził wiele reform w edukacji i napisał Glossarium Norvagicum (1749) i Versuch einer natürlichen Geschichte Norwegens "Historia naturalna Norwegii" (Kopenhaga, 1752–53), a jego kazania złożyły się na: Collegium pastorale practicum (1757). Pontoppidan został jednak z czasem pokonany przez oponentów i szukał pocieszenia w pisaniu. Powstały wtedy jego Origines Hafnienses (1760) i wydano pierwsze dwie części jego Atlasu Den danske Atlas (1763–67), którego pięć następnych tomów zostało wydanych już po jego śmierci. Był też aktywny na polu nauki ekonomicznej jako wydawca Danmarks og Norges ökonomiske Magazin (8 tomów, 1757–64).